# Torres del Seminario (Orihuela)
Las torres del Seminario son un conjunto de torreones de muralla de origen almohade situadas en la ciudad de Orihuela (España). Se trata de dos torres situadas en el monte de San Miguel a la altura del Seminario de San Miguel. Se encuentran situadas en pleno Monte de San Miguel.
Estas torres sestaban unidas entre sí por una muralla propia, e independiente de la de la ciudad. Formaban un cinturón protector llamada muralla del castillo de Orihuela que se distribuía por todo el Monte de San Miguel con el fin de proteger la Alcazaba.
La desaparecida muralla conectaba estas torres con las murallas de la ciudad (destruida en el siglo XVIII.

## Historia y cronología
La cronología de las torres en principio se fija en el siglo XII-XIII, siendo de época almohade, aunque no se descarta que su antigüedad fuera mayor, habida cuenta la existencia de una muralla visigoda que protegía el castillo de Teodomiro. 
El rey Pedro IV el Ceremonioso, mandó, tras la guerra de los dos Pedros que tuvo a la ciudad en sitio durante doce años, reformar las murallas de la ciudad, por lo que esta reforma afectaría a las torres para reconstruir las partes afectadas por la contienda. Del mismo modo, el rey Felipe II ordenó la restauración de todas las murallas de la ciudad a costa de la hacienda real.
El rey Felipe V ordenó la destrucción de la muralla para dejar indefensa a la ciudad, por haber apoyado la causa del archiduque Carlos, hecho que fue llevado a cabo por el virrey de Valencia y Murcia, el cardenal Belluga.
En la actualidad, ambas torres poseen la declaración de Bien de interés cultural desde el año 1949.